# Мелексим
Мелексим — река в Шурышкарском районе Ямало-Ненецкого АО. Устье реки находится в 70 км от устья протоки Игорская Обь по правому берегу. Длина реки составляет 32 км.
Берега реки достаточно живописны и покрыты пойменной тайгой. Местами сильно заболочены. В окрестных лесах водятся лоси, медведи.
К концу сентября река, обычно, сильно мелеет и даже не на всех участках может быть пройдена на моторной лодке.

## Конфлюэнтная точка
Примечательно что на правом берегу реки недалеко от устья находится конфлюэнтная точка с целочисленным значением координат (без минут и секунд) 66 градусов северной широты, 66 градусов Восточной Долготы. Возможно эта конфлюэнтная точка в другие времена года является водной конфлюэнцией (то есть скрыта под поверхностью воды) По состоянию на 28 сентября 2008 года находилась на правом сильно заболоченном берегу, но не под поверхностью воды. недалеко от конфлюэнтной точки есть охотничья избушка пригодная для ночёвки (по состоянию на 28 сентября 2008 года) с небольшим запасом продуктов и сухих дров.

## Данные водного реестра
По данным государственного водного реестра России относится к Нижнеобскому бассейновому округу, водохозяйственный участок реки — Обь от впадения реки Северная Сосьва до города Салехард, речной подбассейн реки — бассейны притоков Оби ниже впадения Северной Сосьвы. Речной бассейн реки — (Нижняя) Обь от впадения Иртыша.
Код объекта в государственном водном реестре — 15020300112115300032026.